# Maurizio Saia
Maurizio Saia (Padova, 26 ottobre 1958) è un politico italiano,  senatore della Repubblica.

## Carriera politica
A 14 anni si iscrive al Fronte della Gioventù di Padova, l'organizzazione giovanile del Movimento Sociale Italiano, che dopo pochi mesi subisce il primo attentato delle Brigate Rosse con l'assassinio di Giuseppe Mazzola e Graziano Giralucci. Diventa fiduciario del Fronte per l'Istituto Vescovile "Barbarigo" dove frequenta il liceo scientifico. A 16 anni si iscrive al MSI-DN.
Dove incontra Enzo Raisi e Adolfo Urso che saranno suoi sodali per tutta la vita, con fasi alterne, ha sempre cercato di seguire i loro passi, rimanendo talvolta un po’ indietro. 
Dopo la maturità si iscrive alla facoltà di giurisprudenza, sempre a Padova, e poco dopo diventa presidente del FUAN, l'organizzazione universitaria del Movimento Sociale, per quell'ateneo. Si trasferisce all'Università di Bologna, dove si laurea; diviene poi promotore di servizi finanziari.
Nel 1980 diventa per la prima volta Consigliere Comunale ad Abano Terme.
Nei primi anni Ottanta collabora con la rivista "Linea", diretta da Pino Rauti, con l'inserto "Linea Nordest". Aderisce in due Congressi del MSI alle tesi politiche di Pino Rauti (Linea Futura e Spazio Nuovo) di cui, nel XIII Congresso del MSI (Roma, 1982), è eletto unico delegato per il Nordest. Al XIV Congresso del MSI (Roma, 1984) si avvicina al pensiero di Beppe Niccolai e contribuisce a fondare anche a Padova il Circolo (vicino alla Nuova Destra di Marco Tarchi)La Radice del Tempo e il Circolo Ernst Jünger di cui è presidente.
Al XV Congresso del MSI di Sorrento aderisce alla componente di Mimmo Mennitti (Proposta Italia), sostenendo la candidatura a segretario di Pino Rauti. In quegli anni collabora con la rivistaPropost diretta da Mennitti e successivamente con "L'Italia Settimanale" diretta da Marcello Veneziani.
Dal 1985 al 1995 è eletto due volte consigliere di quartiere per il MSI. Fino allo scioglimento del MSI, nel 1994, è per 15 anni dirigente provinciale a Padova, componente del comitato centrale e dal 1990 della Direzione Nazionale, sempre del MSI. Nel 1993 è tra i trenta fondatori dei circoli promotori di Alleanza Nazionale, di cui sarà il primo coordinatore regionale del Veneto. Dal congresso di Fiuggi del 1995 è, fino allo scioglimento, componente della direzione nazionale di AN. È stato commissario provinciale della federazione di AN di Padova, successivamente eletto presidente provinciale. Nel 1994 si candida al Parlamento Europeo per AN.
Nel 1995 viene eletto per la prima volta consigliere comunale di Padova, il più votato di tutto il consiglio, ed è capogruppo per 5 anni di AN.
Nel 1996 si candida alla Camera dei deputati nel collegio di Cittadella: sostenuto dal centrodestra, ottiene il 31% dei voti e viene sconfitto dal rappresentante della Lega Nord, Flavio Rodeghiero. Nel 1998 viene scelto da AN come osservatore italiano per studiare le politiche sulla sicurezza attuate dal sindaco Rudolph Giuliani, nella città di New York.
Nel 1999 è rieletto ancora col maggior numero di preferenze di tutto il consiglio comunale di Padova e viene nominato assessore della giunta Destro con le deleghe a sicurezza e polizia locale, commercio, tributi, problematiche del lavoro.
Nel 2001 è eletto deputato per AN per il collegio XIV di Padova e col 44% di preferenze e 37.752 voti, batte il candidato dell'Ulivo Andrea Colasio.
Nel 2004 è rieletto consigliere comunale a Padova per AN ed è ancora capogruppo. Nel 2006 è eletto senatore per AN, nel 2008 è eletto senatore in quota AN nel partito chiamato Il Popolo della Libertà.
Nel 2010 lascia il gruppo del PdL, partecipando alla costituzione al senato del gruppo di Futuro e Libertà, aderendo al progetto di Gianfranco Fini e divenendo coordinatore regionale per il Veneto. Entra in crisi col Partito dopo il congresso di Bastia Umbra, quando FLI esce non solo dal governo ma anche dalla maggioranza di centrodestra, ed esce da FLI al congresso di Milano nel febbraio 2011.
A partire da quel momento continua la sua attività politica al di fuori dei partiti, fondando l'associazione Rifare Padova, che sostiene la sua candidatura a sindaco di Padova per le elezioni del 25 maggio 2014, insieme ad una coalizione composta da Nuovo Centrodestra, dalla Liga Veneta Repubblica, da una nutrita serie di associazioni e liste civiche e dalla maggioranza dei consiglieri comunali ex PDL ed ex FI. Ottiene poco più del 10% dei voti. Nel turno di ballottaggio sostiene il futuro sindaco Massimo Bitonci e all'indomani della vittoria viene nominato Assessore alla Sicurezza.
Nel 2016 entra in conflitto con Bitonci ed esce dalla Giunta. Successivamente il sindaco viene sfiduciato dal consiglio comunale, e in vista di nuove elezioni Saia si allea col centrosinistra di Sergio Giordani. Crea la lista Area Civica (vicina ad Alternativa Popolare) che otterrà il 3,2%, eleggendo un consigliere comunale.
Ha scritto diversi saggi politici  di cui però non si conoscono i titoli, si sa solo che sono stati pubblicati pure all’estero in diverse lingue tra cui il basco e l’esperanto